# Islamska zajednica Bošnjaka Sjeverne Amerike
Islamska zajednica Bošnjaka Sjeverne Amerike (engl.: Islamic Community of North American Bosniaks) (IZBSA)  je vjerska organizacija Bošnjaka muslimana u Sjevernoj Americi. 
Duhovno vodstvo Bošnjaka muslimana Sjeverne Amerike zove se Mešihat a najviši predstavnik Islamske zajednice Bošnjaka Sjeverne Amerike je muftija. Trenutni muftija Mešihata Islamske zajednice Sjeverne Amerike je Sabahudin ef. Ćeman koji je na ovoj dužnosti od 2018. godine. Islamska zajednica Bošnjaka Sjeverne Amerike je Mešihat Islamske zajednice u Bosni i Hercegovini, zbog čega je reis-ul-ulema vrhovni poglavar Bošnjaka muslimana i u Sjevernoj Americi.
Sjedište Islamske zajednice Bošnjaka Sjeverne Amerike nalazi se u Washingtonu.

## Povijest
Prva registrirana Bošnjačko-američka organizacija je registrirana u saveznoj državi Illinois 1906. godine od bošnjačkih imigranata. Na kraju 20 st., bošnjački muslimanski imigranati i izbjeglice iz Bosne i Hercegovine su stigle u Sjevernu Ameriku u velikom broju zbog rata i genocida u Bosni i Hercegovini. Iako je zajednica brzo rasla, ista je ostala podijeljena uglavnom preko socijalnih, obrazovnih i zemljopisnih razlika. Godine 2000., bošnjački muslimanski lideri iz cijele Sjeverne Amerike su se sastali kako bi razgovarali o mogućnosti ujedinjenja ove ogromne, ali još podijeljene zajednice pod zajedničku krovnu organizaciju. Formirana je posebna komisija da istraži ovaj projekat, te je formiran Kongres Bošnjaka Sjeverne Amerike u 2000. godini koji predstavlja političku i društvenu mrežu. U tome momentu nedostajala je formalna vjerska mreža koja je bila od suštinske važnosti.
U 2003. godini, Islamska zajednica Bošnjaka Sjeverne Amerike službeno je formirana, s dvadesetak džamija i organizacija članica. Od tada, Islamska zajednica Bošnjaka Sjeverne Amerike uključuje više od 50 formalnih članova, uključujući velike džamije i islamske centre kao i manje džamije. Oni su labavo povezani ili umreženi na drugi način u sferi Islamske zajednice Bošnjaka Sjeverne Amerike. Danas, Islamska zajednica Bošnjaka Sjeverne Amerike je krovna organizacija koja predstavlja više od 200.000 Bošnjaka muslimana u Sjedinjenim Američkim Državama i Kanadi. Godine 2016. Islamska zajednica Bošnjaka Sjeverne Amerike je kupila zemljište Washingtonu za izgradnju Mešihata Islamske zajednice Bošnjaka Sjeverne Amerike, a reis-ul-ulema Husein ef. Kavazović je 2018. godine imenovao prvog muftiju Islamske zajednice Bošnjaka Sjeverne Amerike.

## Muftije
| Muftije Mešihata Islamske zajednice Bošnjaka Sjeverne Amerike |                     |                |                |          |
| #                                                             | Ime i prezime       | Mandat započeo | Mandat završio | Napomena |
| 1.                                                            | Sabahudin ef. Ćeman | 2018.          | Trenutačno     |          |

## Logoi
- IZBSA (2003. – 2015.)
- IZBSA (2015.-)

## Vanjske poveznice
- Islamska zajednica Bošnjaka Sjeverne Amerike